# 栄美通信
栄美通信（えいびつうしん）は、東京都中央区に本社を置く企業。

## 概要
1959年6月27日設立。
高校生が大学に進学する際に利用する書籍出版や情報提供やイベントを業務としている。
様々な地域でいくつもの大学受験に関するフリーペーパーの発行も行っている。
エイビ進学ナビという高校生が大学を選ぶ際に参考とするサイトを運営している。
大学進学に関するイベントは、年間に日本全国で350箇所もの場所で行っており、約17万人が参加している。
長野市若里多目的スポーツアリーナなどの施設を借り切って、1回のイベントで300校以上のブースを設けるという規模のイベントを行っている。

## 出版物
- 全国大学・短期大学総合型選抜年鑑[5]
- 全国大学・短期大学・専門学校 看護・医療系データファイル[6]
- 全国大学・短期大学学校推薦型選抜年鑑[7]